# Dohrniphora sinopi
Dohrniphora sinopi är en tvåvingeart som beskrevs av Prado 1976. Dohrniphora sinopi ingår i släktet Dohrniphora och familjen puckelflugor. Inga underarter finns listade i Catalogue of Life.